# Contea di Jingle
La contea di Jingle (静乐县S, Jìnglè XiànP) è una contea della Cina, situata nella provincia dello Shanxi e amministrata dalla prefettura di Xinzhou.